# Terekli-Mekteb
Terekli-Mekteb (in russo Терекли-Мектеб?; in lingua nogai: Терекли-Мектеп) è un villaggio della Russia situato nel Daghestan. Appartiene al rajon Nogajskij di cui è il centro amministrativo.
Il villaggio si trova a 80 km dalla città di Kizljar e a 180 km da Machačkala.